# Holger Thesleff

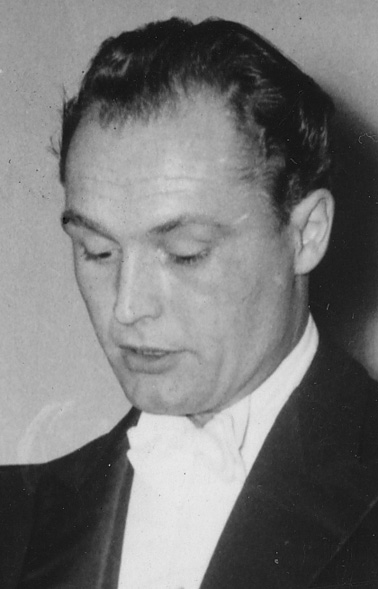
Holger Thesleff (1954)

Berndt Holger Thesleff (* 4. Dezember 1924 in Helsinki; † 3. Oktober 2023 ebenda) war ein finnischer Altphilologe und Philosophiehistoriker.
Nach dem Schulabschluss 1942 diente Thesleff in den Kriegen gegen die Sowjetunion als Artillerist. Nach deren Ende fuhr er auf einem Windjammer zur See. Seine Erlebnisse veröffentlichte er später unter dem Titel Farewell Windjammer (Thames & Hudson, London 1951).
Darauf studierte er Griechisch, Latein und Vergleichende Sprachwissenschaft an der Universität Helsinki. Nach dem Abschluss 1948 setzte er seine Studien Anfang der 1950er Jahre am University College London fort und wurde 1954 mit einer Dissertation zu intensivierenden Ausdrücken im Altgriechischen an der Universität Helsinki zum PhD promoviert. Von 1955 an hatte er verschiedene akademische Stellungen in Finnland inne. 1968 wurde er auf den Lehrstuhl für Griechische Philologie an der Universität Helsinki berufen, 1987 wurde er emeritiert.
Er publizierte in finnischer und schwedischer sowie englischer Sprache. Ende der 1950er Jahre begann er, die pythagoreische Literatur aus einer platonistischen Perspektive zu untersuchen. Danach widmete er sich Platon, der sein Forschungsschwerpunkt wurde und dessen vollständige Übersetzung ins Schwedische und ins Finnische er herausgab. Insbesondere seine Untersuchungen zu Platons Stil und Chronologie wurden viel beachtet. In den beiden Sprachen veröffentlichte er nicht allein zu Platon, sondern auch zur antiken Geistesgeschichte.
Neben Mitgliedschaften in verschiedenen akademischen Gesellschaften war er Gründungsmitglied der Nordic Plato Society (Platonselskabet; von 1970 an) und der International Plato Society (IPS; von 1989 an).

## Schriften (Auswahl)
- An introduction to the Pythagorean writings of the Hellenistic period. Åbo Akademi, Åbo 1961.
- (Hrsg.): The Pythagorean texts of the Hellenistic period. Collected and edited by Holger Thesleff. Åbo Akademi, Åbo 1965.
- Studies in the Styles of Plato. 1967.
- Studies in Platonic Chronology. 1982.
- Platon (suom. Marja Itkonen-Kaila). 1989; in schwedischer Fassung 1990.
- mit Juha Sihvola: Antiikin filosofia ja aatemaailma. WSOY, Porvoo 1994. ISBN 951-0-19930-3. – („Antike Philosophie und die Geistesgeschichte“)
- Studies in Plato's Two-level Model (= Commentationes Humanarum Litterarum 113). Societas Scientiarum Fennica, Helsinki 1999.
- Platonic Patterns. A Collection of Studies. Parmenides Publishing, Las Vegas, Nevada 2009.
- Platonin arvoitus. Gaudeamus, Helsinki 2011. ISBN 978-952-495-200-2.